# Имљани
Имљани су насељено мјесто у општини Кнежево, Република Српска, БиХ. Према попису становништва из 2013. у насељу је живјело 825 становника.

## Историја
У насељу се налази римско налазиште са остацима базилике старохришћанске цркве.

## Култура
Имаљани имају два храма Српске православне цркве. Парохијски храм је посвећен Рођењу Пресвете Богородице и у њему се налази спомен-обиљежје за 43 борца Војске Републике Српске који су 20. марта 1995. погинули на влашићком ратишту. Црква брвнара потиче из 18. вијека и посвећена је Светом пророку Илији. У цркви се чува светиња: дрвени штап који је према предању припадао Светом Јовану.

## Становништво
| Националност       | 1991. | 1981. | 1971. | 1961. |
| Срби               | 1.549 | 2.044 | 2.052 | 1.834 |
| Црногорци          |       | 13    | 5     |       |
| Југословени        | 3     | 2     |       |       |
| Муслимани          | 3     | 1     |       |       |
| Хрвати             | 1     | 6     | 5     | 1     |
| Македонци          |       |       |       | 1     |
| остали и непознато | 5     | 2     | 3     | 1     |
| Укупно             | 1.561 | 2.068 | 2.065 | 1.837 |

| Демографија | Демографија | Демографија |
| Година      | Становника  | Становника  |
| ----------- | ----------- | ----------- |
| 1948.       | 2.019       |             |
| 1961.       | 1.837       |             |
| 1971.       | 2.065       |             |
| 1981.       | 2.068       |             |
| 1991.       | 1.561       |             |
| 2013.       | 825         |             |